# Pierre Louis Alphonse Courby de Cognord
Pierre Louis Alphonse Courby de Cognord, né le 26 août 1799 à Thiers et mort le 4 décembre 1862 à Tarbes  est un général français.

## Famille
Il est le fils de Joseph Courby, propriétaire, et d’Anne Cognord. La famille paternelle est originaire du Vivarais et son bisaïeul, chirurgien militaire, s’était établi à Thiers en 1741 . Sa mère est la fille d'un receveur de gabelle et notaire de Thiers. Elle possède le château de Bicon à Artonne où l'enfant passera sa jeunesse. Elle est aussi la nièce de Claude-Antoine Rudel maire de Thiers et révolutionnaire.
Le 20 mai 1841 il épouse à  Tarbes, Joséphine de Lassale (1821-1865), petite-fille de Cécile Barère de Vieuzac, jeune sœur de Bertrand Barère. Le couple aura deux enfants, Blanche et Albert. La famille vivra au château d’Odos de 1852 à 1864.

## Carrière
Il est accepté, bien que non noble même s'il avait donné l'apparence de la particule à son nom, le 1er mars 1815, à 16 ans, à la Compagnie des Mousquetaires du Roi reconstituée en 1815 et aussitôt dissoute . Il sert successivement comme sous-lieutenant et lieutenant aux Dragons du Calvados, aux Hussards de la Moselle et dans la Garde Royale.
Il participe au siège de Pampelune pendant  l’ Expédition d'Espagne et ne rentre en France qu'en 1824.
En 1830 il participe comme capitaine  à l’armée du Nord, un corps expéditionnaire envoyé par la France durant la guerre belgo-néerlandaise, faisant suite à la révolution belge.
En 1833, il est fait chevalier de la Légion d'Honneur, décoration qui s'ajoute à celle de l'ordre de St Ferdinand d'Espagne reçue en 1824.
En 1840, il arrive en Afrique et participe à diverses opérations. Il est blessé d'un coup de feu à la jambe le 15 janvier 1840 à la Bataille du col de Mouzaïa. Il est promu chef d'escadron au 1er régiment de chasseurs d'Afrique. De retour en France en 1841, affecté au 2e Hussards, il repart en 1844 en Afrique avec des escadrons[Quoi ?]. Il donne à diverses reprises des preuves de sa bravoure et est cité à l'ordre de l'armée pour sa belle conduite à la bataille de l'Isly. Lors de la Bataille de Sidi-Brahim, 2 chevaux sont tués sous lui. À terre, il est frappé de trois coups de feu et de deux coups de yatagan et est fait prisonnier. Emmené prisonnier au Maroc il est racheté en 1846 avec 11 autres prisonniers dont quatre cavaliers du 2e Hussards. Il est  cité à l'ordre de l'Armée d'Afrique, fait officier de la Légion d'Honneur et promu Lieutenant-Colonel.
De retour en France il est promu en 1848 colonel et chef de corps du 6e Hussards
En décembre 1851, à Auch, il charge contre les émeutiers opposés au coup d’État de  Louis Napoléon. En 1852 Edgar Ney le remplace quand il est nommé Général de brigade. Il commande à trois reprises à Tarbes : en 1852, la 4e brigade de la 13e division, puis la subdivision militaire en 1856 et 1859.
Il prend sa retraite le 26 août 1861 et se retire au château d'Odos. Il meurt à Tarbes, 12 rue Placide Massey, le 4 décembre 1862.

## Décorations
- Ordre de Saint-Ferdinand (Espagne) : chevalier (24 septembre 1824)
- Légion d'Honneur : chevalier de la  (14 janvier 1833), Officier (31 octobre 1845),Commandeur (16 août 1850)